# Raab
Raab là một đô thị thuộc huyện Schärding thuộc bang Oberösterreich, Áo. Đô thị Raab có diện tích 23 km², dân số thời điểm năm 2006 là 2326 người.